# 岡山県道230号上山田鹿忍線
岡山県道230号上山田鹿忍線（おかやまけんどう230ごう かみやまだかしのせん）は、岡山県瀬戸内市を通る一般県道である。

## 概要

### 路線データ
- 起点：岡山県瀬戸内市邑久町上山田（池の内交差点、岡山県道226号牛窓邑久西大寺線交点）
- 終点：岡山県瀬戸内市牛窓町鹿忍（岡山県道28号岡山牛窓線交点）

## 地理

### 通過する自治体
- 岡山県
  - 瀬戸内市

### 交差する道路
| 交差する道路                  | 交差する場所 | 交差する場所        |
| ----------------------------- | ------------ | ------------------- |
| 岡山県道226号牛窓邑久西大寺線 | 邑久町上山田 | 池の内交差点 / 起点 |
| 岡山県道28号岡山牛窓線        | 牛窓町鹿忍   | 終点                |

### 沿線
- 瀬戸内市立牛窓西小学校（終点付近）